# 追跡 (1947年の映画)
『追跡』（ついせき、Pursued）は1947年のアメリカ合衆国のスリラー西部劇映画。ラオール・ウォルシュ監督の作品で、出演はテレサ・ライト、ロバート・ミッチャムなど。家族を皆殺しにされた男の孤独と悩みを描いたフィルム・ノワールである。

## キャスト
※括弧内は日本語吹替（テレビ版）
- ソア・カラム：テレサ・ライト（武藤礼子）
- ジェブ・ランド：ロバート・ミッチャム（小林清志）
- カラム夫人：ジュディス・アンダーソン（湯浅智津子）
- グラント・カラム：ディーン・ジャガー
- ジェイク・ディングル：アラン・ヘイル
- アダム・カラム：ジョン・ロドニー
- プレンティス：ハリー・ケリー・ジュニア
- ジェブ・ランド（11歳）：アーネスト・セヴァーン
- アダム・カラム（11歳）：チャールズ・ベイツ
- ソア・カラム（10歳）：ペギー・ミラー

## スタッフ
- 監督：ラオール・ウォルシュ
- 製作：ミルトン・スパーリング
- 脚本：ニーヴン・ブッシュ
- 撮影：ジェームズ・ウォン・ハウ
- 編集：クリスチャン・ネイビー
- 音楽：マックス・スタイナー